# Roadrunner
Roadrunner va ser un superordinador construït per IBM per al Laboratori Nacional de Los Alamos a Nou Mèxic, EUA. El Roadrunner de 100 milions de dòlars EUA va ser dissenyat per a un rendiment màxim d'1,7 petaflops. Va aconseguir 1.026 petaflops el 25 de maig de 2008, per convertir-se en el primer sistema TOP500 LINPACK d'1.0 petaflops sostingut del món.
El novembre de 2008, va assolir un rendiment màxim de 1.456 petaFLOPS, conservant el seu primer lloc a la llista TOP500. També va ser el quart superordinador més eficient energèticament del món a la llista Supermicro Green500, amb una velocitat operativa de 444,94 megaflops per watt de potència utilitzat. El disseny híbrid Roadrunner es va reutilitzar per a altres superordinadors eficients energèticament. Roadrunner va ser donat de baixa per Los Alamos el 31 de març de 2013. En el seu lloc, Los Alamos va encarregar un superordinador anomenat Cielo, que es va instal·lar el 2010.

## Visió general
IBM va construir l'ordinador per a l'Administració Nacional de Seguretat Nuclear (NNSA) del Departament d'Energia dels Estats Units (DOE). Va ser un disseny híbrid amb 12.960 IBM PowerXCell 8i i 6.480 processadors AMD Opteron de doble nucli en servidors blade especialment dissenyats connectats per InfiniBand. El Roadrunner va utilitzar Red Hat Enterprise Linux juntament amb Fedora com a sistemes operatius, i es va gestionar amb programari informàtic distribuït xCAT. També va utilitzar la implementació d'Open MPI Message Passing Interface.
Roadrunner ocupava aproximadament 296 bastidors de servidors que cobrien 560 metres quadrats (6,000 sq ft) i va entrar en funcionament el 2008. Va ser donat de baixa el 31 de març de 2013. El DOE va utilitzar l'ordinador per simular l'envelliment dels materials nuclears per predir si l'envellit arsenal d'armes nuclears dels EUA és segur i fiable. Altres usos del Roadrunner inclouen les indústries científica, financera, automotriu i aeroespacial.

## Disseny híbrid
Roadrunner es diferenciava d'altres superordinadors contemporanis perquè va continuar l'enfocament híbrid al disseny de superordinadors introduït per Seymour Cray el 1964 amb la Control Data Corporation CDC 6600 i va continuar amb l'ordre de magnitud més ràpid CDC 7600 el 1969. No obstant això, en aquesta arquitectura els processadors perifèrics s'utilitzaven només per a funcions del sistema operatiu i totes les aplicacions s'executaven en un processador central. La majoria de superordinadors anteriors només havien utilitzat una arquitectura de processador, ja que es pensava que era més fàcil de dissenyar i programar. Per aprofitar tot el potencial de Roadrunner, tot el programari s'havia d'escriure especialment per a aquesta arquitectura híbrida. El disseny híbrid consistia en processadors de servidor Opteron de doble nucli fabricats per AMD amb l'arquitectura estàndard AMD64. A cada nucli Opteron s'adjunta un processador PowerXCell 8i dissenyat i fabricat per IBM. Com a superordinador, el Roadrunner es va considerar un clúster Opteron amb acceleradors de cèl·lules, ja que cada node consta d'una cèl·lula connectada a un nucli Opteron i els Opterons entre si.

## Desenvolupament
Roadrunner estava en desenvolupament des del 2002 i es va connectar el 2006. A causa del seu nou disseny i complexitat, es va construir en tres fases i es va posar en funcionament l'any 2008. El seu predecessor va ser una màquina també desenvolupada a Los Alamos anomenada Dark Horse. Aquesta màquina va ser un dels primers sistemes d'arquitectura híbrid basat originalment en ARM i després es va traslladar al processador Cell. Va ser completament un disseny 3D, el seu disseny integrava memòria 3D, xarxes, processadors i una sèrie d'altres tecnologies.

## Especificacions tècniques

### Processadors
Roadrunner va utilitzar dos models diferents de processadors. El primer és l'AMD Opteron 2210, que funciona a 1.8 GHz. Els opterons s'utilitzen tant en els nodes computacionals que alimenten les cèl·lules amb dades útils com en les operacions del sistema i els nodes de comunicació que passen dades entre nodes de computació i ajuden els operadors que executen el sistema. Roadrunner té un total de 6.912 processadors Opteron amb 6.480 utilitzats per al càlcul i 432 per al funcionament. Els Opterons estan connectats entre si mitjançant enllaços HyperTransport. Cada Opteron té dos nuclis per a un total de 13.824 nuclis.
El segon processador és l'IBM PowerXCell 8i, que funciona a 3.2 GHz. Aquests processadors tenen un nucli de propòsit general (PPE) i vuit nuclis de rendiment especial (SPE) per a operacions de coma flotant. Roadrunner té un total de 12.960 processadors PowerXCell, amb 12.960 nuclis PPE i 103.680 nuclis SPE, per un total de 116.640 nuclis.

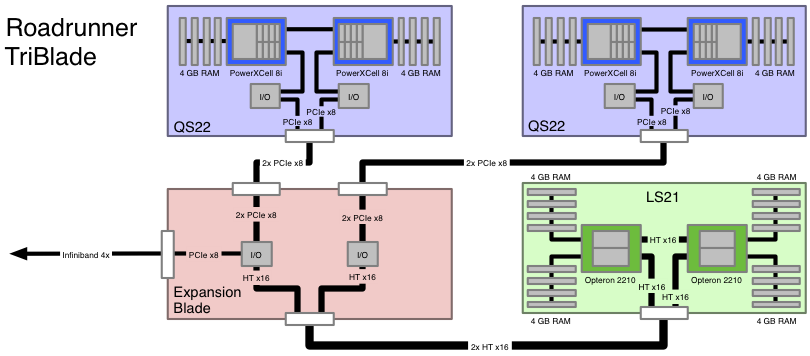
Una descripció esquemàtica del mòdul TriBlade.

### TriBlade
Lògicament, un TriBlade consta de dos Opterons de doble nucli amb 16 GB de RAM i quatre CPU PowerXCell 8i amb 16 GB de RAM de cèl·lules.
Físicament, un TriBlade consta d'una fulla LS21 Opteron, una fulla d'expansió i dues fulles QS22 Cell. El LS21 té dos Opterons de doble nucli a 1.8 GHz amb 16 GB de memòria per a tot el blade, proporcionant 8 GB per a cada CPU. Cada QS22 té dues CPU PowerXCell 8i, que funcionen a 3.2 GHz i 8 GB de memòria, que fan 4 GB per cada CPU. La fulla d'expansió connecta els dos QS22 mitjançant quatre enllaços PCIe x8 al LS21, dos enllaços per a cada QS22. També proporciona connectivitat externa mitjançant un adaptador InfiniBand 4x DDR. Això fa una amplada total de quatre ranures per a un sol TriBlade. Tres TriBlades encaixen en un xassís BladeCenter H. La fulla d'expansió està connectada a la fulla Opteron mitjançant HyperTransport.

### Unitat connectada (CU)
Una unitat connectada té 60 BladeCenter H ple de TriBlades, és a dir, 180 TriBlades. Tots els TriBlades estan connectats a un commutador Infiniband Voltaire ISR2012 de 288 ports. Cada CU també té accés al sistema de fitxers Panasas mitjançant dotze servidors System x3755.
Informació del sistema CU:
- 360 Opterons de doble nucli amb 2,88 TiB de RAM.
- 720 nuclis PowerXCell 8i amb 2,88 TiB de RAM.
- 12 Sistema x3755 amb Ethernet dual de 10 GBit cadascun.
- Commutador Voltaire ISR2012 de 288 ports amb 192 enllaços DDR Infiniband 4x (180 TriBlades i dotze nodes d'E/S).

### Clúster Roadrunner

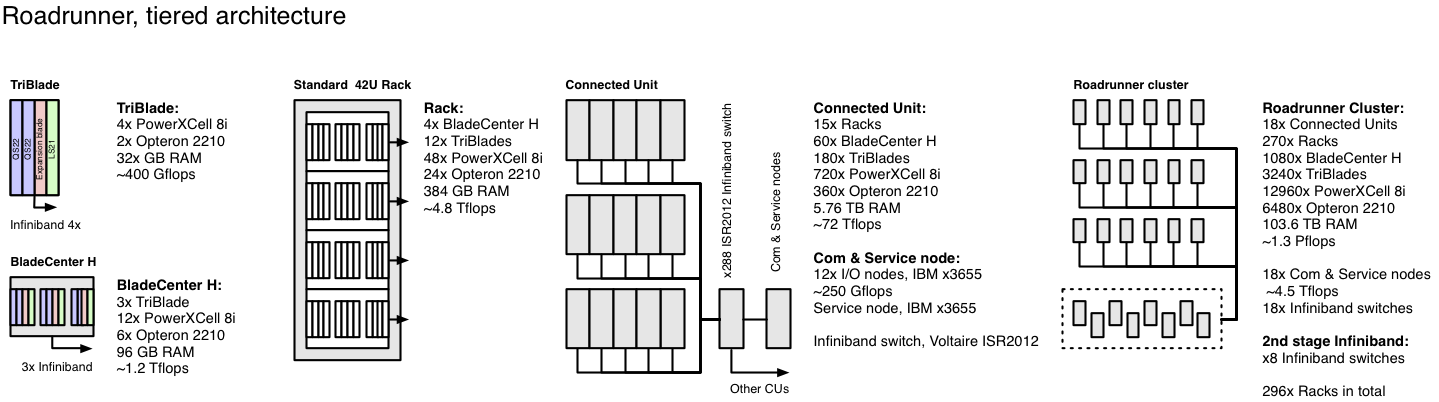
Una visió general esquemàtica de la composició en nivells del clúster de supercomputadors Roadrunner.

El clúster final està format per 18 unitats connectades, que es connecten mitjançant vuit commutadors Infiniband ISR2012 addicionals (de segona etapa). Cada CU es connecta a través de dotze enllaços ascendents per a cada commutador de segona etapa, la qual cosa fa un total de 96 connexions d'enllaç ascendent.
Informació general del sistema:
- 6.480 processadors Opteron amb 51,8 TiB de RAM (en 3.240 blades LS21)
- 12.960 processadors cel·lulars amb 51,8 TiB de RAM (en 6.480 blades QS22)
- 216 Nodes d'E/S del sistema x3755
- 26 Commutadors DDR ISR2012 Infiniband 4x de 288 ports
- 296 bastidors
- 2.345 MW de potència